# Eleanor Dickinson
Eleanor May Dickinson (Carlisle, 4 juni 1998) is een Engelse voormalige wielrenster en baanwielrenster. Ze won in 2017 de koppelkoers op de Europese kampioenschappen baanwielrennen en de ploegenachtervolging op de Europese kampioenschappen baanwielrennen in 2018 en 2019. Op de weg kwam ze in 2016 en 2019 uit voor Drops Cycling Team. Tijdens de Gemenebestspelen 2018 werd ze 14e in de wegwedstrijd, door de sprint te winnen van de achtervolgende groep. In dat jaar won ze brons op het Brits kampioenschap wielrennen op de weg.

## Palmares

### Baanwielrennen
| Jaar        | BK                    | EK                                             | WK                   | Overige                                                         |             |
| Als juniore | Als juniore           | Als juniore                                    | Als juniore          | Als juniore                                                     | Als juniore |
| ----------- | --------------------- | ---------------------------------------------- | -------------------- | --------------------------------------------------------------- | ----------- |
| 2015        |                       | scratch                                        |                      |                                                                 |             |
| 2016        |                       | ploegenachtervolging                           |                      |                                                                 |             |
| Als belofte |                       |                                                |                      |                                                                 |             |
| 2017        |                       | koppelkoers · achtervolging · omnium · scratch |                      |                                                                 |             |
| Als elite   |                       |                                                |                      |                                                                 |             |
| 2016        | koppelkoers           |                                                |                      | WB Glasgow: ploegenachtervolging                                |             |
| 2017        | ploegenachtervolging  | koppelkoers · ploegenachtervolging             |                      | WB Milton:koppelkoers                                           |             |
| 2018        | scratch · koppelkoers | ploegenachtervolging                           |                      | WB Milton: ploegenachtervolging WB londen: ploegenachtervolging |             |
| 2019        | achtervolging         | ploegenachtervolging                           | ploegenachtervolging | WB glasgow: ploegenachtervolging                                |             |
| 2020        |                       |                                                | ploegenachtervolging |                                                                 |             |

### Wegwielrennen
2016
 Brits kampioenschap op de weg, junior vrouwen
2018
 Brits kampioenschap op de weg
Barnes · Boddy · Butler · Cameron · Coleman · Dickinson · Durrell · George · Massey · Osborne · Payton · Shaw · Simpson · Van Twisk · Womersley
Anderson · E. Barker · M. Barker · Christian · Dickinson · Holden · Lloyd · Lowden · Parkinson · Payton · Redmond · Shaw